# Чжу Дэ
Чжу Дэ (кит. 朱德, пиньинь Zhū Dé; цзы: Юй Цзе 玉阶, 1 декабря 1886, дер. деревне Лицзявань, Илун, Регион Чуаньбэй, империя Цин — 6 июля 1976, Пекин, КНР) — китайский военный, государственный и политический деятель, один из лидеров китайской революции XX века, участник гражданской войны в Китае, один из наиболее близких соратников Мао Цзэдуна.
До конца 1950-х годов он оказывал всемерную поддержку вождю партии, тем самым поощряя объединение КПК вокруг одного лидера. Однако во время проведения «большого скачка» он проявил острое неприятие политики, проводимой Мао. И хотя Чжу Дэ не входил ни в одну из группировок в партии и не высказывал критических замечаний в отношении лично Председателя, в годы «культурной революции» он был подвергнут огульной критике и выслан в провинцию, хотя и сохранил при этом пост одного из высших руководителей КПК.

## Биография

### Молодые годы
Родился в семье крестьян-арендаторов. Его предки перебрались в Сычуань из северной части провинции Гуандун. В 1944 году, скорбя о кончине матери, Чжу Дэ вспоминал, что он родился в бедной семье, в которой помимо него было ещё 12 детей.
Из-за бедности всех их прокормить было нельзя, только первые восемь остались в живых, остальных пришлось утопить.Чжу Дэ
По другой версии Чжу Дэ родился в богатой помещичьей семье. О происхождении Чжу Дэ из состоятельной семьи пишет и П. В. Владимиров в книге «Особый район Китая. 1942—1945».
Когда ему исполнилось девять лет, помещик потребовал увеличить арендную плату, так что семье пришлось уйти с его земли, разделиться и жить в разных местах. До этого воспитанием мальчика занимался дядя, не имевший своих детей. Он определил Чжу Дэ в 1892 году в деревенскую школу, где тот выучился грамоте, читал древние книги и одновременно трудился, помогая семье. В 1905 году он уехал в Шуньцин, где продолжил учёбу. В 1907—1908 годах продолжил учёбу в физкультурном училище в Чэнду, вернувшись затем в родной уезд Илун он стал учителем физкультуры. Однако его прогрессивные взгляды вызвали враждебное отношение со стороны местных чиновников и шэньши, и потому он был вынужден покинуть родные края.
За 70 дней пешком дошёл до Юньнаньфу (ныне Куньмин) — столицы провинции Юньнань, где вступил в армию, несколько месяцев прослужил ротным писарем, а затем был принят в Юньнаньское военное училище. Там он познакомился с революционными идеями приверженцев Сунь Ятсена. В конце 1909 года он вступил в революционную организацию Тунмэнхой; побратавшись с четырнадцатью другими курсантами, он поклялся бороться за спасение Китая. В августе 1911 года среди ста лучших курсантов окончил училище и был назначен командиром взвода в частях Юньнаньской армии.

### «Милитаристский период»

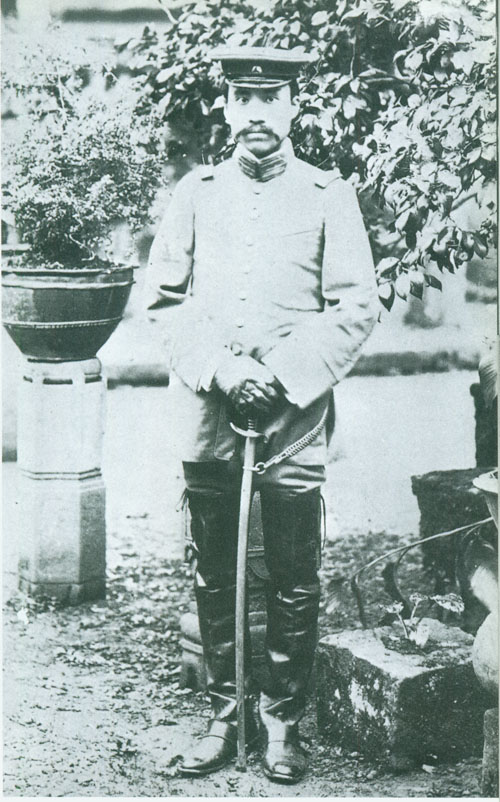
Чжу Дэ в 1916 году

Синьхайская революция сразу была поддержана на Юго-западе Китая. 30 октября в Куньмине восстал 73-й полк под командованием Ли Гэньюаня и 74-й полк под командованием генерала Цай Э, осуществлявшего общее руководство восстанием. Чжу Дэ, ставший к тому времени командиром роты, принял участие в штурме резиденции генерал-губернатора. 1 ноября Цай Э направил войска на помощь революционерам в соседнюю провинцию Сычуань, в их составе была и рота Чжу Дэ.
Осенью 1912 года был назначен командиром отряда Юньнаньского военного училища и преподавателем военного дела. Летом 1913 года он стал командиром батальона, отвечавшего за охрану границы с Вьетнамом и борьбу с местными бандитами. Действуя против бандитов, он разработал специфическую тактику, впоследствии переработанную в тактику партизанской борьбы КПК. Успешные действия батальона под его командованием привели к стабилизации положения в приграничном районе и росту популярности самого Чжу Дэ.
В начале 1916 года, будучи уже командиром полка, принял участие в боях против сторонников новой монархии Юань Шикая. Позднее, в ходе борьбы между региональными милитаристами, командовал бригадой в составе Юньнаньской армии (впоследствии переименованной в Армию умиротворения государства).
В августе 1912 года одним из первых в Юньнани вступил в только что созданную партию Гоминьдан. Его политическая деятельность становится всё более активной, чему способствовали сами по себе статус командира бригады и генеральский чин. «Милитаристский период» жизни Чжу Дэ слабо освещён его китайскими биографами, да и сам будущий маршал неохотно вспоминал эти годы. В 1916—1920 гг. 3-я пехотная бригада под его командованием контролировала несколько уездов в провинциях Сычуань и Юньнань. После неудачной попытки вмешаться в политическую жизнь и прекратить междоусобную борьбу за власть между местными группировками его бригада понесла большие потери и была расформирована весной 1921 года. В течение года возглавлял полицейское управление в Куньмине, затем принял решение выйти в отставку. В 1922 году он покидает Юньнань и перебирается в Шанхай.

### Вступление в компартию
В июле в Шанхае он встретился с лидерами Гоминьдана — Сунь Ятсеном, Ван Цзинвэем и Ху Ханьминем. На этой встрече они предложили сформировать армию для захвата провинции Гуандун и помочь им в боях, но Чжу Дэ отказался, сказав Сунь Ятсену, что потратил на ошибочную тактику использования одних милитаристов против других одиннадцать лет своей жизни, и что окончательно решил ехать в Европу изучать марксистскую теорию и военное дело.
В Шанхае он наконец встретился с Генеральным секретарём ЦК КПК Чэнь Дусю и высказал ему своё желание вступить в компартию. Но Чэнь Дусю отказал Чжу Дэ, считая, что высокое положение, которое тот занимал в милитаристских частях, требует длительного срока для проверки его искренности и для изучения им марксизма, задач и политики КПК.
В Германии он познакомился с Чжоу Эньлаем и в ноябре 1922 года вступил в КПК. Будучи в Германии Чжу Дэ серьёзно занялся самообразованием, учил немецкий язык, изучал произведения К. Маркса, Ф. Энгельса, В. И. Ленина. В марте 1924 года он поступил на философский факультет Гёттингенского университета. Параллельно с прочей учёбой и политической деятельностью он всемерно повышал свой уровень владения военным делом, покупал книги по военной теории, встречался с немецкими офицерами и генералами, изучал известные операции Первой мировой войны. Принимал активное участие в политической жизни китайского студенчества, проводил в жизнь политику единого фронта КПК и Гоминьдана, выпускал журнал «Минсин», готовил манифестации китайской общины. За свою деятельность был выслан из Германии и отправился в СССР.
4 июля 1925 года он прибыл в Ленинград, а затем в Москву. Некоторое время занимался в Коммунистическом университете трудящихся Востока, а затем был направлен в подмосковный посёлок Малаховка, где разместились курсы военного дела. 18 мая 1926 года он уехал во Владивосток, а затем 12 июля — в Шанхай.

### Военно-политическая работа в 1920-е годы
В Китае он знакомится с местным милитаристом Ян Сэнем привело к переходу войск последнего на сторону Национально-революционной армии (НРА) Гоминьдана. Войска Ян Сэня были переформированы в 20-й корпус НРА, а Чжу Дэ стал комиссаром (представителем партии Гоминьдан) этого корпуса. Однако Ян Сэнь с неодобрением следил, как под влиянием нового комиссара происходит «большевизация» его частей, и в январе 1927 года удалил Чжу Дэ и его активных помощников в Ухань под предлогом ознакомления с опытом работы штаба НРА.
В Ухане он получил новое задание ЦК КПК — развернуть работу среди расположенных в Наньчане войск 5-го фронта НРА, которым командовал юньнаньский генерал Чжу Пэйдэ. Чжу Пэйдэ, хорошо знавший Чжу Дэ, назначил его главным советником штаба 5-го фронта и командиром учебного офицерского полка. Возглавив полк, наряду с военным обучением он уделял особое внимание политическому воспитанию курсантов. Планомерно шло привлечение курсантов в ряды КПК.

### Наньчанское восстание. ГлавнокомандующийКрасной армией Китая

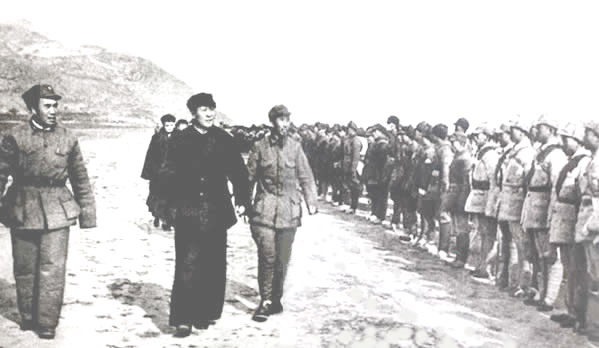
Чжу Дэ, Мао Цзэдун и Ван Чжэнь проводят смотр войск 359-й бригады 8-й армии. 10 ноября 1944 г.

В апреле 1927 года, после контрреволюционного переворота Чан Кайши, ему пришлось покинуть Наньчан. 21 июля Чжу Дэ нелегально вернулся туда, и 1 августа расквартированные в Наньчане части подняли восстание. 5 августа повстанческая армия выступила на юг. Потери в боях, от болезней и вследствие дезертирства были очень велики, в восточную часть провинции Гуандун в конце сентября пробилось только около 10 тысяч бойцов. В районе Чаочжоу-Шаньтоу эти части были разбиты превосходящими силами противника. 25-я дивизия (около 3 тысяч бойцов) под его командованием три дня самоотверженно сражалась у Саньхэба против трёх дивизий противника, но потерпела поражение. Отступив с 2 тысячами бойцов от Саньхэба, Чжу Дэ собрал в Маочжи командиров и политработников, чтобы обсудить дальнейшие действия. На этом совещании он одним из первых в КПК выдвинул курс на партизанскую войну в сельской местности. В конце октября отряд пришёл в Тяньсиньюй (юго-восточная часть провинции Цзянси), где было проведено переформирование. После переформирования в отряде Чжу Дэ осталось всего 300—400 человек с двумя сотнями винтовок, но зато это были наиболее стойкие бойцы. В результате успешных действий они сумели захватить несколько уездных городов и выросли в численности до десяти тысяч человек, но в конечном итоге им пришлось отступить в горный район на границах провинций Хунань и Цзянси — Цзинганшань, где объединились с отрядом Мао Цзэдуна (в несколько сот человек). 4 мая 1928 года на массовом митинге в Лунши уезда Нинган провинции Цзянси по решению фронтового комитета КПК было объявлено о создании 4-го корпуса Красной армии Китая. Командиром корпуса стал Чжу Дэ, комиссаром — Мао Цзэдун, начальником политотдела — Чэнь И.

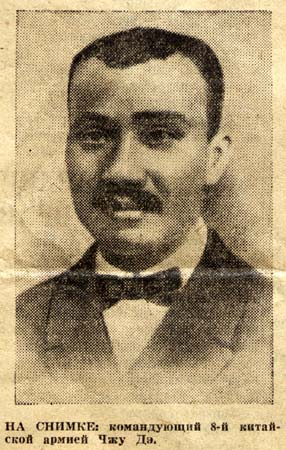
Командующий 8-й Национально-революционной армией Чжу Дэ (Известия, 3 октября 1937 года)

В марте 1929 года Чжу Дэ женился на Кан Кэцин — комсомолке с 1926 года, участнице восстания 1927 года в уезде Ваньань провинции Цзянси. В 1928 году она вступила в Красную армию, пришла в Цзинганшань, в 1931 году была принята в КПК.
Учитывая его возросший авторитет в КПК и заслуги в военном деле, ЦК КПК назначил Чжу Дэ 28 августа 1930 года главнокомандующим Красной армии Китая, а на III пленуме ЦК КПК (сентябрь 1930 года) он был избран кандидатом в члены ЦК. Под его руководством были отбиты четыре карательных похода Гоминьдана. Из-за разногласий по вопросу о характере ведения боевых действий в октябре 1932 года Мао Цзэдун был заменён на посту политкомиссара Красной армии Чжоу Эньлаем.
В 1934 году под натиском войск Чан Кайши положение в Центральном советском районе стало критическим. Чжу Дэ разработал план прорыва четырёх укреплённых линий вражеского окружения, в результате чего вооружённые силы КПК совершили стратегическое перебазирование на северо-запад страны, названное впоследствии «Великим походом».

### Война с Японией

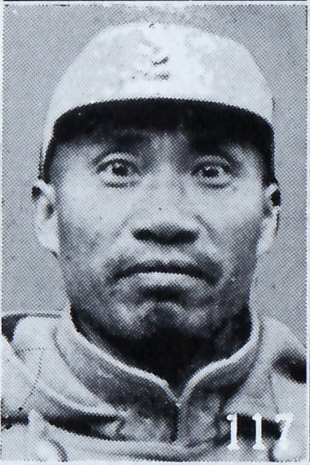
Портрет Чжу Дэ из японского альбома «Кто есть кто в Китае», 1941

В 1937 году, после начала войны с Японией и образования единого фронта КПК и Гоминьдана, коммунисты согласились на включение своих войск в состав Народно-революционной армии. 22 августа 1937 года председатель Военного комитета Национального правительства Чан Кайши издал приказ о преобразовании Красной армии в 8-ю армию Национально-революционной армии Китая. Её командующим был назначен Чжу Дэ, а его заместителем — Пэн Дэхуай. 25 сентября войска под командованием Чжу Дэ нанесли удар по японской бригаде в районе горного прохода Пинсингуань.
Во время антияпонской борьбы Чжу Дэ решительно отстаивал идею единого фронта с гоминьданом, вместо автономной партизанской войны, за которую ратовал Мао Цзэдун, он отстаивал тактику комбинированных операций, то есть сочетание действий регулярных соединений и партизанских отрядов во взаимодействии с войсковыми частями гоминьдановского Национального правительства. Пользуясь огромным авторитетом в армии, он долгое время занимал высшие командные посты, не вмешиваясь во внутрипартийную жизнь, управление которой брал в свои руки Мао Цзэдун. Последнего подобный дуумвират («Чжу—Мао») вполне устраивал, однако со временем укрепляющемуся автократическому режиму Мао второй руководящий центр в армии стал мешать — 12 апреля 1940 года Секретариат ЦК КПК принял решение об откомандировании Чжу Дэ с фронта для работы в Яньане.

### Война с Гоминьданом
В начале 1940-х гг. Чжу Дэ, подверженный общим веяниям внутрипартийной жизни, переходит на позиции сторонников Мао Цзэдуна, в своих выступлениях и докладах подтверждая полную солидарность с лидером партии. Уже на VII съезде КПК (1945 год) он приписал Мао все успехи партии в антияпонской борьбе, ведущую роль в строительстве вооружённых сил, указал необходимость всегда следовать идеям лидера. Хотя он всё ещё не представал до конца последовательным приверженцем идей вождя, но его выступление была высоко оценено Мао и на I пленуме ЦК КПК 7-го созыва Чжу был избран членом Политбюро и секретарём ЦК.

Чжу Дэ во время Политической консультативной конференции. март 1946 года
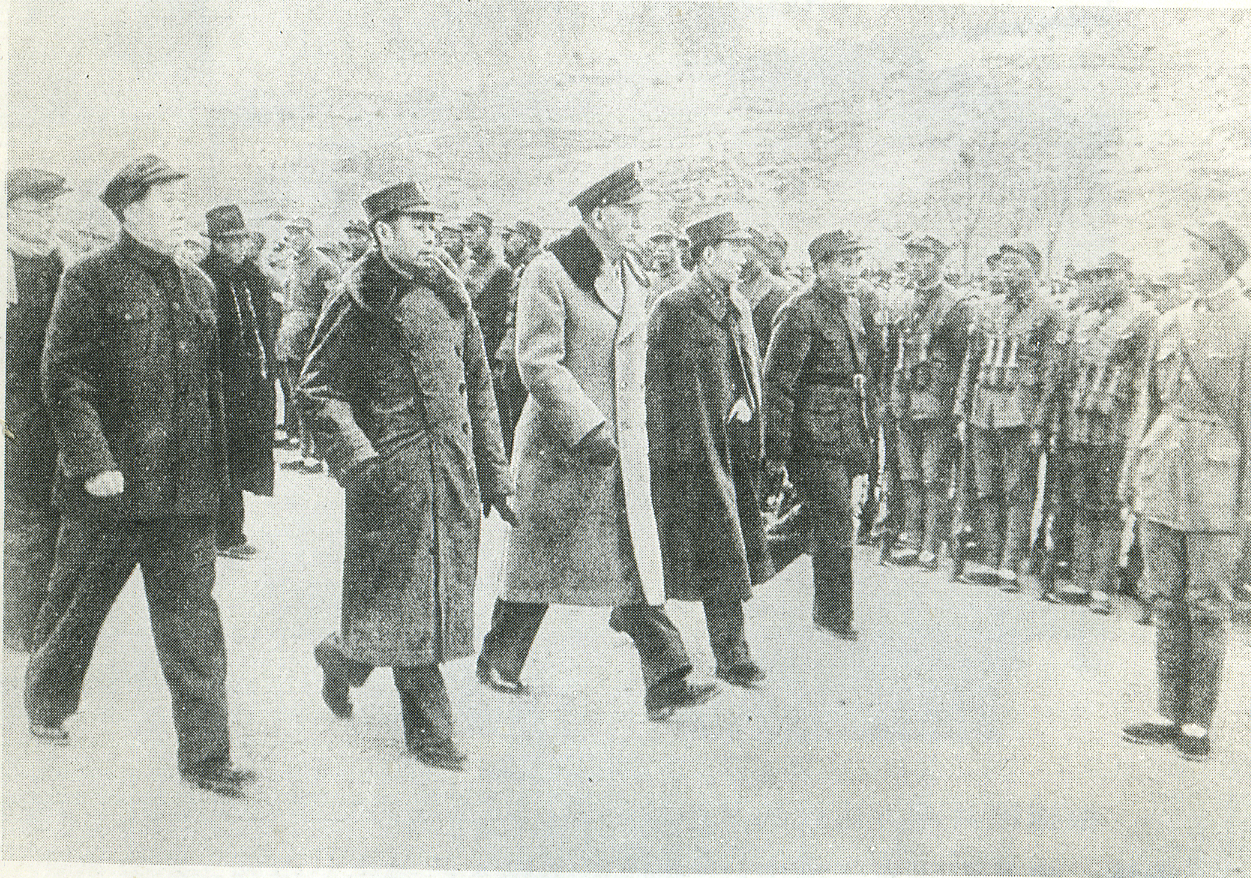
Чжу Дэ первый справа
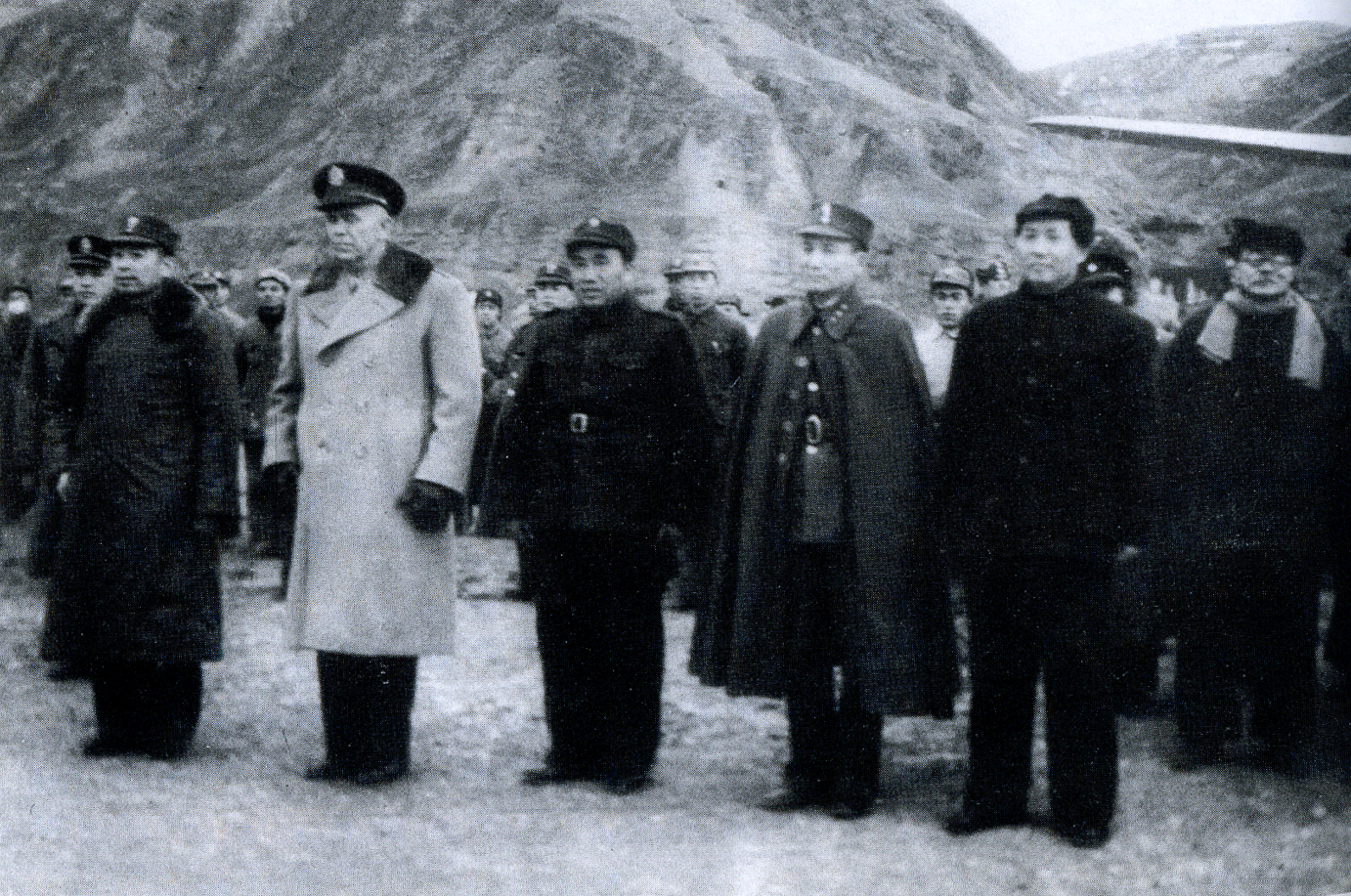
Чжу Дэ в центре

В работу Секретариата ЦК Чжу Дэ включился осенью 1945 года, в то время как Мао Цзэдун и Чжоу Эньлай вели переговоры с Чан Кайши в Чунцине. Вместе с ними он принимает участие в работе Политической консультативной конференции с участием представителей Гоминьдана и посредниками с американской стороны. Последняя попытка избежания конфронтации не оправдала поставленных перед собой целей и в июне 1946 года началось общее наступление гоминьдановских войск, что послужило началом нового этапа гражданской войны. Именно тогда, маршал, проявив незаурядную политическую интуицию, предложил идею, во многом обусловившую исход нового витка военного противостояния. В сентябре 1945 года ЦК, признав аргументы Чжу Дэ убедительными, принимает новый стратегический курс «развёртывания на север, обороны на юг». 100-войсковая группировка и 10 тысяч кадровых работников, подготовленные к переброске в Южный Китай, по его настоянию, были отправлены в Маньчжурию для создания там военно-политической и экономической базы партии в войне с гоминьданом. Кроме этого, он занимался планированием, подготовкой и осуществлением решающих сражений этой войны — Ляошэньского, Хуайхайского и Пекин-Тяньцзинького; под его руководством было успешно проведено форсирование Янцзы, освобождены важнейшие города Центрально-Южного Китая (Нанкин, Шанхай, Ухань).

### Китайская Народная Республика
После провозглашения КНР 1 октября 1949 года он был вновь назначен главнокомандующим НОАК, а 19 октября стал ещё и заместителем председателя Народно-революционного военного совета. В 1954 году на 1-й сессии Всекитайского собрания народных представителей был избран заместителем Председателя КНР. В 1955 году, когда в НОАК были введены воинские звания, ему и девяти другим военачальникам было присвоено звание маршала КНР, он был награждён тремя высшими орденами страны. Глава китайской делегации на XX съезде КПСС.
По мере работы в правительстве менялось отношение Чжу Дэ к Мао Цзэдуну. В 1959 году, после провала «большого скачка» Мао Цзэдуну пришлось уйти с поста Председателя КНР, уступив этот пост Лю Шаоци, а Чжу Дэ был избран вместо Лю Шаоци председателем Постоянного комитета Всекитайского собрания народных представителей. На этом посту Чжу Дэ отстаивал реалистический курс в руководстве экономикой и социальными процессами, выступал с резкой критикой субъективизма, командного стиля, кампаний по борьбе с «уклонами».
Во время Культурной революции, когда многие руководители партии и государства, в том числе Лю Шаоци и Дэн Сяопин, а также видные военачальники Хэ Лун, Чэнь И, Сюй Сянцянь, Не Жунчжэнь, Е Цзяньин подверглись нападкам и преследованиям, Чжу Дэ не стал молчать. В ответ жена Мао Цзэдуна Цзян Цин инспирировала травлю политика хунвэйбинами, наиболее яростный этап которой продолжался с января по март 1967 года. Его обвиняли в «противодействии Председателю Мао», «нападках на идеи Мао Цзэдуна», «проведении буржуазной военной линии» и во многих других «преступлениях»; однако по признанию хунвейбиновской печати, Чжу Дэ не раскаялся. Затем накал нападок несколько стих, но 18 октября 1969 года по указанию Линь Бяо Чжу Дэ в числе других деятелей КПК был выслан из Пекина. 83-летнего полководца сослали в провинцию Гуандун, в небольшой городок Цунхуа, где он пробыл под строгим надзором до июля 1970 года. Возвращение Чжу Дэ в Пекин из ссылки было связано с недовольством со стороны Мао Цзэдуна стремлением Линь Бяо занять вакантный пост Председателя КНР. На Х съезде КПК в 1973 году Чжу Дэ был вновь введён в состав Политбюро ЦК.
На 1-й сессии Всекитайского собрания народных представителей 4-го созыва (январь 1975 года) Чжу Дэ был вновь избран председателем Постоянного комитета ВСНП, несмотря на все происки Цзян Цин. До самых последних дней своей жизни он продолжал активно работать и лёг в больницу лишь за несколько дней до своей смерти в июле 1976 года.
Впоследствии он вновь стал считаться бесспорным революционным лидером Китая. Его имя всегда называют первым при перечислении «десяти маршалов» КНР. Ему отведён зал в Доме памяти на главной площади Пекина. В Военном музее революции народа Китая на видном месте экспонируется автомобиль, подаренный ему руководителями СССР.
Его имя указывается в ряду выдающихся китайских «пролетарских революционеров старшего поколения и героев, павших во имя революции»: так, на церемонии открытия XIX съезда КПК (2017) её участники «глубоким молчанием почтили память Мао Цзэдуна, Чжоу Эньлая, Лю Шаоци, Чжу Дэ, Дэн Сяопина, Чэнь Юня и других скончавшихся».

## Личность
Чжу Дэ, чьё имя в переводе с китайского значит «Красная Добродетель», был стойким и решительным человеком.
В молодости он пристрастился к курению опиума. Но решив не дать наркотикам погубить себя, Чжу несколько дней провёл на пароходе, не сходя на берег — за это время он много перестрадал, но от вредной привычки избавился.